# Santa Verna
Santa Verna ist ein archäologischer Fundort auf der maltesischen Insel Gozo. Die Siedlungsfunde reichen bis in die Għar-Dalam-Phase vor etwa 7000 Jahren zurück. Die Reste eines megalithischen Tempels werden auf die Tarxien-Phase (3200 bis 2500 v. Chr.) datiert.

## Beschreibung
Die archäologische Fundstätte befindet sich in 138 m Höhe auf einem Feld am südwestlichen Rand des Plateaus von Xagħra, etwa einen Kilometer von den Ġgantija-Tempeln und 550 Meter vom Brochtorff Circle entfernt. Sie ist von Xagħra aus über einen Feldweg in Verlängerung der Straße Triq Santa Verna zu erreichen.
Die hier gefundene Keramik belegt, dass der heutige Fundplatz seit der Ankunft von Menschen auf Gozo besiedelt war und es während der gesamten maltesischen Prähistorie blieb. Vermutlich aus der Tarxien-Phase stammt der Tempel, von dem noch drei aufrecht stehende Monolithe zu sehen sind, die durch drei horizontal liegende und gleichsam eine Bank bildende Steinblöcke gestützt werden. Solche Strukturen sind von den Fassaden anderer Megalith-Tempel wie Ħaġar Qim und Mnajdra bekannt. Grabungen haben Torbaböden zu Tage gefördert, die auf eine fünflappige Struktur wie bei den Ġgantija-Tempeln schließen lassen. Weitere am Fundort befindliche megalithische Steine sind wegen der vielfachen Nutzung des Geländes nach dem Ende der Tempelkultur nur schwer zuzuordnen.

## Grabungsgeschichte
Thomas Ashby, der Direktor der British School at Rome, führte 1911 mit seinem Assistenten, dem Anthropologen Robert Noel Bradley (1879–?), die erste Grabung durch, erkrankte jedoch, sodass die Arbeiten von Bradley geleitet wurden. Dieser stieß schon wenige Zentimeter unter der Oberfläche auf eine Abfolge intakter Torbaböden sowie Keramikscherben.
Um 1960 wurde der Direktor von Maltas Nationalmuseum, David H. Trump (1931–2016), auf Bradleys Arbeiten aufmerksam. Er öffnete 1961 drei kleinere Testgruben und studierte die Abfolge der ungestört vorgefundenen Paläoböden. Es gelang ihm, einige tiefere Schichten der Żebbuġ-Phase der maltesischen Tempelkultur (4100–3800 v. Chr.) zuzuordnen, während er den Tempel in eine der darauf folgenden Phasen (Ġgantija oder Tarxien) datierte.
Nach einer Sondierung im Jahr 2014 begannen im Frühjahr 2015 neue Grabungen unter der Leitung von Caroline Malone (* 1957) von der Queen’s University Belfast. Dabei konnte erstmals die Struktur des Tempels aufgeklärt werden. Die übereinander liegenden Torbaböden belegen, dass der Tempel während seiner Nutzungszeit mehrfach verändert und vergrößert wurde. Neben Keramikscherben wurden Knochen von Rindern, Ziegen, Schafen und Schweinen gefunden, die schon vor Jahrtausenden domestiziert waren.